# Regeringsprærogativ
 Denne artikel omhandler overvejende eller alene danske forhold. Hjælp gerne med at gøre artiklen mere almen.
Regeringsprærogativ er et statsforfatningsretligt begreb, som betegner en kompetence, der ifølge Grundloven (Grl) reelt tilkommer regeringen; det vil sige statsministeren.
Det er især paragrafferne Grl §§ 12, 14, 19, 23, 24, 25, 26, 27 samt 32, stk. 2, som er relevante for at fastlægge regeringens kompetence i forhold til Folketingets (reelt oppositionens) kompetence.
Det er reglen, at et regeringsprærogativ i Grundloven er markeret ved, at “kongen” har kompetencen (altså efter en ordlydsfortolkning). Men i praksis tilkommer en sådan kompetence statsministeren.
Navnlig kompetencen til at udnævne en minister og tildele hver minister et ressort; herunder at flytte en del af en fagministers ressort til en anden fagminister er et regeringsprærogativ.

## Grundloven § 3, 2. punktum
Grl § 3, 2. pkt. ligner et regeringsprærogativ, men er ikke et regeringsprærogativ. For Grl § 3, 2. pkt. fastlægger ikke, hvad der skal forstås ved den udøvende magt. Dermed skal den lovgivende magt, altså Folketinget, fastlægge, hvad der er ment med begrebet den udøvende magt.

## Umiddelbar magt til regeringen
I modsætning til Grl § 3, 2. pkt. findes der en række andre grundlovsbestemmelser, som fastlægger en umiddelbar magt til regeringen. Denne umiddelbare magt betegnes som regeringsprærogativer.

### De enkelte regeringsprærogativer
§ 12 fastlægger, at kompetencen til at udnævne en minister er et regeringsprærogativ.
Det følger af § 14, at det er et regeringsprærogativ, at fastlægge, hvor mange fagministre regeringen skal omfatte.
Varetagelsen af udenrigspolitik er et regeringsprærogativ, hvilket følger af § 19.
Det er omdiskuteret, om § 21 udgør et regeringsprærogativ, for ethvert folketingsmedlem kan reelt fremsætte et lovforslag.
Der er heller ikke enighed om, hvorvidt § 22 kan opfattes som et regeringsprærogativ, for bestemmelsen kræver, at den relevante fagminister eller dennes stedfortræder efter bemyndigelse skal skrive under på en lov. Underskrivning skal ske inden loven kan træde i kraft.
§ 23 giver i særlige tilfælde regeringen mulighed for, at regeringen kan udstede en foreløbig lov, uden at et folketingsflertal har stemt for loven. Hvis det ikke er muligt at sammenkalde Folketinget. Denne mulighed udgør også et regeringsprærogativ.
I § 24 har justitsministeren - og ikke Kongen - reelt kompetence til at fritage en dømt person for en straf eller dele af en straf.
Det følger af § 25, at regeringen kan undtage en person fra at følge loven. Men denne bestemmelse er stort set ikke blevet anvendt. Tidligere var det nødvendigt at få kongens tilladelse til skilsmisse, som var den situation, der var omfattet af bestemmelsen.
Regeringen, reelt Danmarks Nationalbank, har ret til udstede gangbare mønter og pengesedler, hvilket følger af § 26.
Retten til at udnævne de højstplacerede tjenestemænd er et regeringsprærogativ, som følger af § 27. Tjenestemandsloven supplerer denne grundlovsbestemmelse.
Det følger af Grundloven § 32, stk. 2, at som et regeringsprærogativ har statsministeren reelt kompetencen til at beslutte, hvornår et nyvalg til Folketinget skal afholdes. Dog må en periode mellem to folketingsvalg ikke være længere end 4 år, jf. Grundloven § 32, stk. 1.